# Chitarra baritona
La chitarra baritona è una variazione della chitarra normale, con un diapason più lungo che permette un'accordatura più bassa. La sua prima apparizione si ha nel mondo della musica classica. L'azienda statunitense Danelectro fu la prima ad introdurre la chitarra elettrica baritona alla fine degli anni cinquanta. Poco dopo anche la Fender rilasciò il Bass VI che può essere descritto sia come una chitarra baritona che come un basso elettrico.
La chitarra baritona inizialmente non ebbe successo fra i musicisti e gli ascoltatori. In seguito poi lo strumento iniziò ad apparire nella surf music, nonché come sottofondo nelle colonne sonore di molti film, specialmente negli spaghetti western. Nella storia più recente la chitarra baritona ha trovato impiego nel rock e nel metal. Le chitarre baritone hanno anche la capacità di essere usate come chitarre basso se suonate correttamente.
L'accordatura standard di una chitarra (dalla corda più bassa a quella più alta) è mi-la-re-sol-si-mi. Le chitarre baritone sono solitamente accordate una quinta giusta più in basso (la-re-sol-do-mi-la), una quarta giusta più in basso (si-mi-la-re-fa♯-si), una terza maggiore più in basso (do-fa-la-re-sol-do) o un'ottava più bassa.
Gretsch, Fender, Gibson (EB-6), Jerry Jones, Burns London e molte altre aziende hanno prodotto chitarre baritone sin dagli anni sessanta, sebbene sempre in piccole quantità a causa della bassa popolarità dello strumento.
Le chitarre baritone hanno un corpo più largo rispetto alle chitarre standard, specialmente in caso di strumenti acustici, e hanno un diapason più lungo che permette alle corde di essere accordate più basse pur rimanendo a una tensione circa pari a quella delle altre chitarre. Su una chitarra normale (acustica, steel, elettrica) la lunghezza del diapason (distanza tra bloccacorde e ponticello) è solitamente compresa tra 24,75" e 25,5", e lo spessore delle corde in diametro va da 0,008" a 0,054". La lunghezza del diapason per varie chitarre baritone varia invece da 27" a 30,5", e lo spessore delle corde dallo standard 0,008"-0,054" a 0,017"-0,095".
Sostanzialmente le chitarre baritone sono simili alle chitarre normali ma con maggiore volume alle medie frequenze, per il fatto che la lunghezza maggiore del diapason e le corde più pesanti danno un timbro più basso allo strumento.
Sono suonate solitamente col metodo del "tic-tac bass" in cui una chitarra baritona smorzata raddoppia le parti suonate dalla chitarra basso o dal contrabbasso. Il metodo è usato spesso nella musica country

## Chitarristi baritoni
La chitarra baritona è stata usata nelle registrazioni da Merle Haggard, Johnny Cash, Wes Borland, Dwight Yoakam, George Jones, e Willie Nelson, spesso raddoppiando la parte del basso acustico.Brian Wilson ha spesso inserito chitarre baritone nei suoi arrangiamenti per i The Beach Boys, come in "Dance, Dance, Dance" o "Caroline, No". Anche il cantante Folk-Pop Jimmie Rodgers preferiva la chitarra baritona, che può essere ascoltata nelle battute iniziali di "Woman from Liberia". Ian Mackaye usava una chitarra baritona quando suonava con i suoi The Evens.
I gruppi metal iniziarono a usare la chitarra baritona nei primi anni novanta, non appena iniziarono a diventare popolare le accordature abbassate ("scordature" o "sotto-accordature").
Il chitarrista Jazz Pat Metheny utilizzò delle chitarre baritone prodotte da Linda Manzer nel suo album solista del 2003 One Quiet Night. Anche Ani DiFranco suonava spesso chitarre baritone, incluse quelle di produttori quali David Berkowitz, Joe Veillette e Alvarez, impiegando frequentemente accordature alternative.
Clifton Hyde ha aggiunto la sua chitarra acustica baritona alle musiche di Sigur Rós, Gato Loco, e Pape Armond Boye. Dylan Carlson della band drone metal Earth suona una chitarra baritona nell'LP del 2005 Hex (Or Printing in the Infernal Method). Nico Audy-Rowland dei Trocadero è conosciuto anche per il suonare una chitarra baritona Danelectro durante il suo lavoro per il tema musicale della serie machinima Red vs. Blue.
Pete Loeffler degli Chevelle usa una PRS Custom 22's,24's con manico baritono oltre a due Fender Stratocaster Baritones. Ko Melina dei The Dirtbombs suona una Fender Jaguar Baritone Custom.
Le baritone sono state usate anche dal gruppo britannico dei The Cure, nella produzione del loro primo cupo album Faith nel 1981. Teppei Teranishi dei Thrice suona una chitarra baritona nella maggior parte dell'album The Alchemy Index.  Dave Matthews suona una baritona in alcune canzoni, quali "The Space Between" e "Some Devil". Parker Lauzon degli Evans Blue usa un Ibanez baritona nel secondo album "The Pursuit Begins When This Portrayal of Life Ends" in "Shine Your Cadillac", "Q", "Pin-Up", "Fear", e "The Pursuit". Brian 'HEAD' Welch usa Ibanez baritone nel suo album di debutto da solista "Save Me From Myself".
Chest Rockwell usa una chitarra baritona nella sua canzone "Body Prop 3".
Il musicista viaggiatore australiano (già membro di The Stu Thomas Paradox, Dave Graney, Kim Salmon, The Brass Bed) utilizzo una chitarra baritona Barracuda per un certo numero di anni, suonando assoli, e con i The Lurid Yellow Mist assieme a Dave Graney & Clare Moore, Kim Salmon e Billy Miller dei The Ferrets. Anche Kazu dei Blonde Redhead dal vivo usa una chitarra baritona.
Dal 2006 anche i Breaking Benjamin fanno uso delle chitarre Prs baritone, con un'accordatura molto bassa, che garantiscono un suono comunque potente e enorme, classico di questo gruppo.
La stessa Prs, ha in produzione una chitarra baritona dedicata a Ben Burnley, il cantante-chitarrista-compositore-fondatore dei Breaking Benjamin.